# Kozárovce

Wapenschild van Kozárovce.

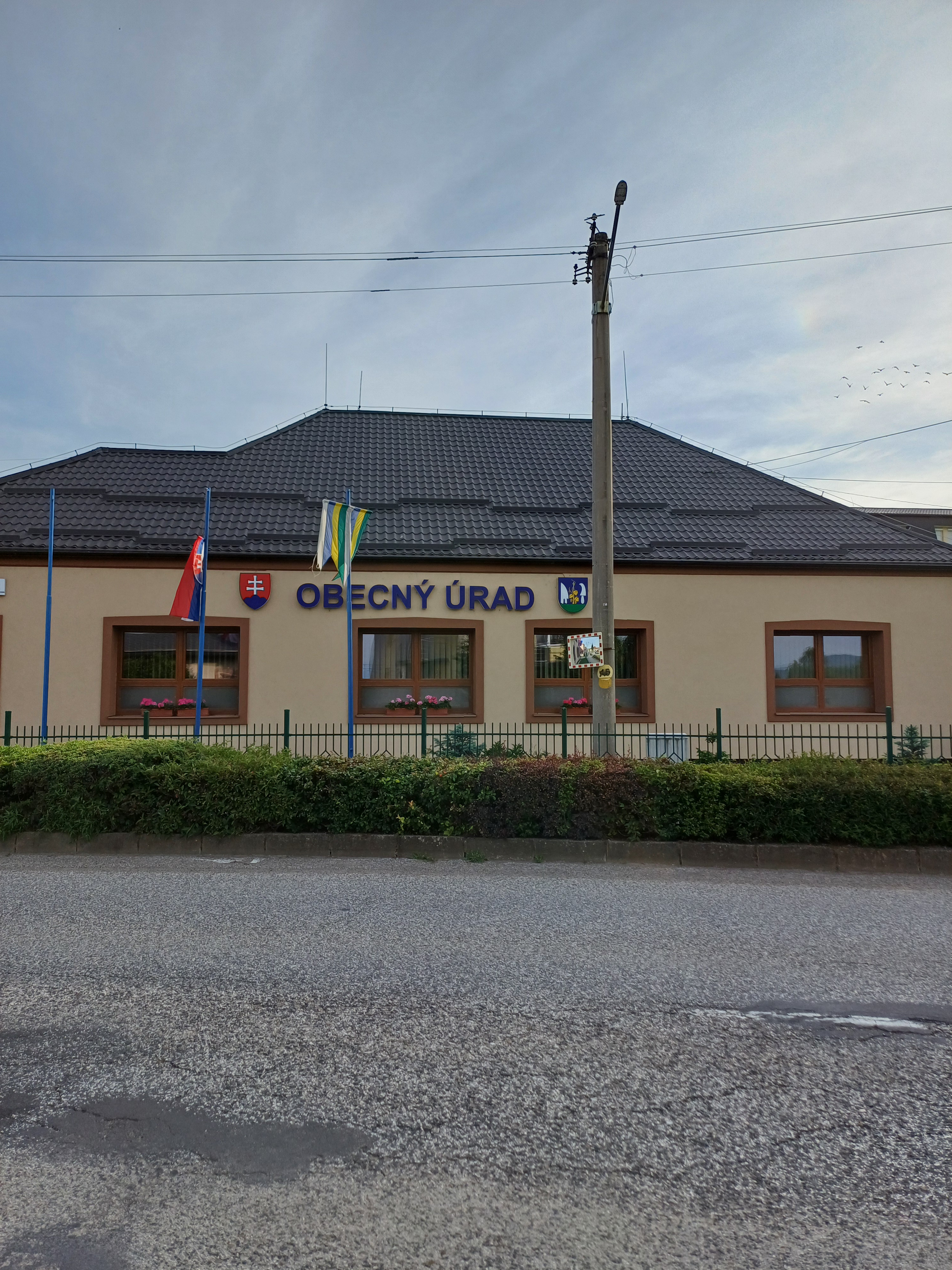
Stadhuis (Slowaaks: Obecný Úrad) van Kozárovce

Kozárovce (Hongaars: Garamkovácsi) is een Slowaakse gemeente in de regio Nitra, en maakt deel uit van het district Levice.
Kozárovce telt 2.022 inwoners.